# 中島正博
中島正博（なかじま まさひろ、1950年2月3日 - ）は日本の実業家。モリタホールディングス代表取締役会長・最高経営責任者（CEO）。大阪府出身。

## 略歴
1972年大阪経済大学経営学部卒業、モリタ(現モリタホールディングス)入社。2001年環境事業本部副本部長、2002年エコノス事業本部環境事業部長、2003年執行役員、2003年環境事業本部長、2004年取締役、海外事業本部長などを歴任。主に海外事業での経験が評価され、末席取締役から抜擢され2006年に代表取締役社長に就任した。2015年代表取締役会長、2016年よりCEOを兼ねる。
2017年日野自動車株式会社 社外監査役就任。
2017年11月、黄綬褒章を受章。